# OKK Sloboda Tuzla
O Omladinski košarkaški klub Sloboda (em português:  Clube Jovem de Basquetebol "Liberdade"), conhecido também apenas como Sloboda Tuzla, é um clube de basquetebol baseado em Tuzla, Bósnia e Herzegovina que atualmente disputa a Liga Bósnia. Manda seus jogos na SKPC Mejdan com capacidade para 4.900 espectadores.

## Histórico de Temporadas
| Temporada | Nível | Liga  | Pos.                             | J                                | PL                               | Resultado                        | Copa da Bósnia | Competições internacionais |
| --------- | ----- | ----- | -------------------------------- | -------------------------------- | -------------------------------- | -------------------------------- | -------------- | -------------------------- |
| 2014-15   | 1     | PLBiH | 4                                | 17-15                            | 0-2                              | Semifinais                       |                | -                          |
| 2015-16   | 1     | PLBiH | 8                                | 21-21                            |                                  |                                  |                |                            |
| 2016-17   | 1     | PLBiH | 4                                | 17-11                            | 0-2                              | Semifinais                       |                |                            |
| 2017-18   | 1     | PLBiH | 8                                | 16-14                            |                                  |                                  |                |                            |
| 2018-19   | 1     | PLBiH | 4                                | 17-13                            |                                  |                                  |                |                            |
| 2019-20   | 1     | PLBiH | Cancelado - Pandemia de COVID-19 | Cancelado - Pandemia de COVID-19 | Cancelado - Pandemia de COVID-19 | Cancelado - Pandemia de COVID-19 |                |                            |
| 2020-21   | 1     | PLBiH | 6º                               | 13-11                            |                                  |                                  |                |                            |
| 2021-22   | 1     | PLBiH | 2º                               | 18-5                             | 2-8                              |                                  |                |                            |
| 2022-23   | 1     | PLBiH | 8º                               | 10-12                            |                                  |                                  |                |                            |
| 2023-24   | 1     | PLBiH | 5º                               | 4-6                              |                                  |                                  |                |                            |
| 2024-25   | 1     | PLBiH | 4º                               | 0-6                              |                                  |                                  |                |                            |

fonte:eurobasket.com

## Títulos
Liga Bósnia
Campeões (2): 1994, 1996
Copa da Bósnia e Herzegovina
Campeão (5):1994, 1995, 1996, 1999, 2001